# Pas de retrait
Pas de retrait (sport de combat), en anglais « back-step », se dit d'un déplacement des appuis vers l’arrière. Il consiste à se soustraire de l’attaque adverse par un déplacement arrière (on dit aussi « rompre » ou faire « retraite »). Le retrait complet des appuis entraîne une sortie de la zone d’échange. Il ne doit pas être trop prononcé pour permettre de riposter rapidement.

## Illustration enboxe
Pas de retrait sur une attaque adverse en  jab 